# Xã Wheatland, Quận Cass, Bắc Dakota
Xã Wheatland (tiếng Anh: Wheatland Township) là một xã thuộc quận Cass, tiểu bang Bắc Dakota, Hoa Kỳ. Năm 2010, dân số của xã này là 158 người.